# La Rançon (film, 1996)
Pour les articles homonymes, voir La Rançon.
Pour plus de détails, voir Fiche technique et Distribution.
La Rançon ou Rançon au Québec (Ransom) est un film américain réalisé par Ron Howard et sorti en 1996. Le scénario s'inspire d'un épisode de la série américaine The United States Steel Hour (en), Fearful Decision, diffusé pour la première fois le 22 juin 1954. Un long métrage, La Rançon (1956) d'Alex Segal, d'après un scénario par Cyril Hume et Richard Maibaum, s'en inspirera également.
Le film met en vedette Mel Gibson, Rene Russo, Gary Sinise, Delroy Lindo, Lili Taylor, Liev Schreiber et Donnie Wahlberg. Il ravonte l'enlèvement du fils du millionnaire. Mel Gibson est nommé au Golden Globe du meilleur acteur dans un film dramatique. Le film connait un succès commercial et est le 5e meilleur film au box-office nord-américain de 1996.

## Synopsis
La vie de Tom Mullen est bouleversée le jour où son fils Sean est enlevé. Très vite, les ravisseurs demandent une rançon... Au début, il est prêt à payer jusqu'au jour où il se rend compte que ces ravisseurs n'ont pas l'intention de rendre le petit vivant, devenu désormais un témoin gênant. Il tente son ultime carte : il annonce au monde entier (et aux ravisseurs) qu'il ne leur donnera rien et qu'avec la rançon, qu'il étale devant lui, il met désormais leur tête à prix jusqu'à ce que son fils lui soit rendu. Il ajoute devant les caméras être serein à ce sujet, les ravisseurs ne faisant pas partie d'un milieu dont l'intégrité soit la plus grande caractéristique. Dans la réalité et hors caméras, le stress de la situation le ronge pourtant. Cette méthode inattendue porte  cependant vite ses fruits car les ravisseurs — dirigés par un policier véreux, James Shaker — commencent eux-mêmes à paniquer, à se soupçonner et à se diviser.

## Fiche technique
Sauf indication contraire, les informations mentionnées dans cette section peuvent être confirmées par les bases de données cinématographiques IMDb et Allociné,  présentes dans la section « Liens externes ».
- Titre original : Ransom
- Titre français : La Rançon
- Titre québécois : Rançon[1]
- Réalisation : Ron Howard
- Scénario : Alexander Ignon et Richard Price, d'après l’œuvre de Cyril Hume et Richard Maibaum
- Musique : James Horner
- Direction artistique : John Kasarda
- Décors : Michael Corenblith (en)
- Costumes : Rita Ryack (en)
- Photographie : Piotr Sobociński
- Son : Bob Chefalas, Anthony J. Ciccolini III, Rick Dior, Frank Morrone
- Montage : Daniel P. Hanley et Mike Hill
- Production : Brian Grazer, Kip Hagopian et Scott Rudin
  - Production déléguée : Todd Hallowell (en)
  - Production associée : Aldric La'auli Porter et Louisa Velis
  - Coproduction : Susan Merzbach et Adam Schroeder
- Sociétés de production : Imagine Entertainment et Ransom Productions, présenté par Touchstone Pictures
- Sociétés de distribution : Buena Vista Pictures Distribution (États-Unis), Gaumont Buena Vista International (France)
- Budget : 70 millions de $[2] ; 80 millions de $,[3]
- Pays de production :  États-Unis
- Langue originale : anglais
- Format : couleur et noir et blanc (Technicolor) — 35 mm — 1,85:1 (Panavision) — son Dolby Digital
- Genre : action, thriller, policier
- Durée : 121 minutes ; 139 minutes (édition spéciale aux États-Unis)
- Dates de sortie[4] :
  - États-Unis, Canada : 8 novembre 1996[1]
  - France : 22 janvier 1997
- Classification :
  - États-Unis : les enfants de moins de 17 ans doivent être accompagnés d'un adulte (R – Restricted)[N 1]
  - France : interdit aux moins de 12 ans[5],[6]
  - Québec : 13 ans et plus (violence) (13+ / 13 years and over)[1]

## Distribution
- Mel Gibson (VF : Jacques Frantz ; VQ : Hubert Gagnon) : Tom Mullen
- Rene Russo (VF : Sophie Deschaumes ; VQ : Hélène Mondoux) : Kate Mullen
- Brawley Nolte (VF : Donald Reignoux) : Sean Mullen
- Gary Sinise (VF : Bernard Gabay ; VQ : Jean-Luc Montminy) : l'inspecteur James Shaker
- Delroy Lindo (VF : Richard Darbois ; VQ : Victor Désy) : l'agent Lonnie Hawkins
- Lili Taylor (VF : Marjorie Frantz ; VQ : Christine Séguin) : Maris Conner
- Liev Schreiber (VF : Philippe Vincent ; VQ : Pierre Auger) : Clark Barnes
- Donnie Wahlberg (VF : Thierry Redler ; VQ : Antoine Durand) : Cubby Barnes
- Evan Handler (VF: Jean-Pierre Michaël ; VQ : Bernard Fortin) : Miles Roberts
- Nancy Ticotin (VQ : Élise Bertrand) : l'agent Kimba Welch
- Michael Gaston (VQ : François L'Écuyer) : agent Jack Sickler
- Kevin Neil McCready : agent Paul Rhodes
- Paul Guilfoyle (VF : Michel Ruhl ; VQ : Luis de Cespedes) : l'agent Wallace
- Allen Bernstein : Bob Stone
- José Zúñiga (VF : Roland Timsit) : David Torres
- Dan Hedaya (VF : Patrick Messe ; VQ : Jean-Marie Moncelet) : Jackie Brown
- Paul Geier (VF : Michel Vocoret) : le maire Barresi
- John Ortiz (VF : Emmanuel Curtil) : Roberto
- Richard Price : un policier (caméo)
- Bryce Dallas Howard : une figurante

Sources et légendes : version française (VF) sur Voxofilm et AlloDoublage ; version québécoise (VQ) sur Doublage.qc.ca

## Production

### Genèse et développement
Le scénario de Richard Price et Alexander Ignon est basé sur le scénario du film La Rançon (1956) d'Alex Segal, écrit par Cyril Hume et Richard Maibaum. Celui-ci s'inspirait lui-même d'un épisode de la série de The United States Steel Hour (en) (1953) intitulé Fearful Decision diffusé pour la première fois en direct le 22 juin 1954.
Ron Howard devait initialement réaliser L'Héritage de la haine, avant de préférer ce projet.

### Attribution des rôles
Pour le rôle principal de Tom Mullen, Kurt Russell, Harrison Ford, Kevin Costner et Dennis Quaid ont été envisagés.
Le premier choix de Ron Howard pour le rôle de Jimmy Shaker est Alec Baldwin, qui l'a refusé en raison de la nature sinistre du personnage, ainsi que du thème du film. Ray Liotta l'a également refusé pour les mêmes raisons. Philip Seymour Hoffman et Jack Black ont quant à eux auditionnés pour jouer Cubby Barnes, finalement incarné par Donnie Wahlberg.
Le scénariste du film Richard Price fait un caméo dans le rôle d'un policier partenaire de James Shaker.

### Tournage
Le tournage se déroule de janvier à mai 1996. Il a lieu dans le New Jersey (Fair Lawn, Haledon, Paramus, Jersey City, Riverdale), ainsi qu'à New York (Fontaine Bethesda, Manhattan, Kaufman Astoria Studios), en Californie (Torrance) et dans le Connecticut (Greenwich).

### Musique
La musique du film devait initialement être composée par Howard Shore, mais ses compositions seront finalement rejetées. James Horner, qui venait de collaborer avec Mel Gibson sur Braveheart et Ron Howard pour Apollo 13, est engagé en remplacement.
Le chanteur Billy Corgan a également enregistré plusieurs chansons pour le film. L'album combine les compositions de James Horner et ces chansons.
Liste des titres
1. The Kidnapping	4:35
2. Delivering The Ransom - 12:04
3. The Quarry - 4:22
4. A Two Million Dollar Bounty - 4:24
5. Parallel Stories - 2:35
6. A Fatal Mistake - 4:52
7. A Dark Reunion - 3:09
8. The Payoff/End Credits - 12:22
Chansons de Billy Corgan
9. Rats - 3:07
10. Worms - 4:17
11. Spiders - 3:34
12. Lizards - 3:11
13. Worms Part 2 - 4:40
14. Squirrels With Tails - 5:20

## Accueil

### Accueil critique
Sur le site d'agrégation de critiques Rotten Tomatoes, le film obtient 74% d'avis favorables, pour 74 critiques. Le consensus suivant résumé les avis collectés : « Réalisé avec une intensité propulsive par Ron Howard, Ransom est un thriller fougueux rempli de performances passionnées et de rebondissements bouleversants. » Sur le site Metacritic, qui utilise une moyenne pondérée, le film obtient la note de 61⁄100 pour 21 critiques.

### Box-office
Le film connait un succès commercial. Il est le 5e meilleur film au box-office nord-américain de l'année 1996.
| Pays ou région     | Box-office        | Date d'arrêt du box-office | Nombre de semaines |
| ------------------ | ----------------- | -------------------------- | ------------------ |
| France             | 2 193 932 entrées | -                          | -                  |
| États-Unis, Canada | $                 | 27 février 1997            | 16                 |
| Total mondial      | $                 | -                          | -                  |

## Distinctions

### Récompenses

#### 1997
- ASCAP Film and Television Music Awards : ASCAP Award des compositeurs du meilleur film au box-office pour James Horner
- Blockbuster Entertainment Awards :
  - Acteur préféré dans un film de suspense pour Mel Gibson
  - Second rôle féminin préférée dans un film de suspense pour Lili Taylor

### Nominations

#### 1996
- Awards Circuit Community Awards : meilleur casting pour Mel Gibson, Evan Handler, Delroy Lindo, Brawley Nolte, Rene Russo, Gary Sinise et Donnie Wahlberg

#### 1997
- Academy of Science Fiction, Fantasy & Horror Films - Saturn Awards : meilleur film d'action, d'aventure ou thriller
- Golden Globes : meilleur acteur dans un film dramatique pour Mel Gibson
- NAACP Image Awards : meilleur second rôle masculin dans un film pour Delroy Lindo
- Young Artist Awards : meilleur second rôle masculin dans un film (Jeune acteur) pour Brawley Nolte

## Éditions en vidéo
- En France, le film La Rançon est sorti en DVD le 30 septembre 1998[19] et ressorti en DVD édition spéciale le 3 mai 2002[20]. Le film est également sorti en VOD le 25 octobre 2021[5].
- Au Québec, le film est sorti en DVD / Blu-ray le 3 décembre 1997[21].